# 贡楚克扎布 (赛音诺颜部)
贡楚克扎布，博尔济吉特氏，喀尔喀蒙古赛音诺颜部人。图蒙肯七世孙，卓特巴六世孙，托多额尔德尼曾孙，车木楚克扎布长子。清朝蒙古王公。
乾隆二十六年（1761年），贡楚克扎布跟随乾隆帝木兰行围，赐孔雀翎。乾隆三十七年（1772年），命乾清门行走。乾隆四十四年（1779年），袭札萨克多罗郡王（赛音诺颜右翼右后旗），再次跟随乾隆帝行围，赐三眼孔雀翎及黄马褂。乾隆五十四年（1789年），因病罢职。